# Henri Delassus
 (septembre 2017).
Si vous disposez d'ouvrages ou d'articles de référence ou si vous connaissez des sites web de qualité traitant du thème abordé ici, merci de compléter l'article en donnant les références utiles à sa vérifiabilité et en les liant à la section « Notes et références ».
Pour les articles homonymes, voir Delassus.

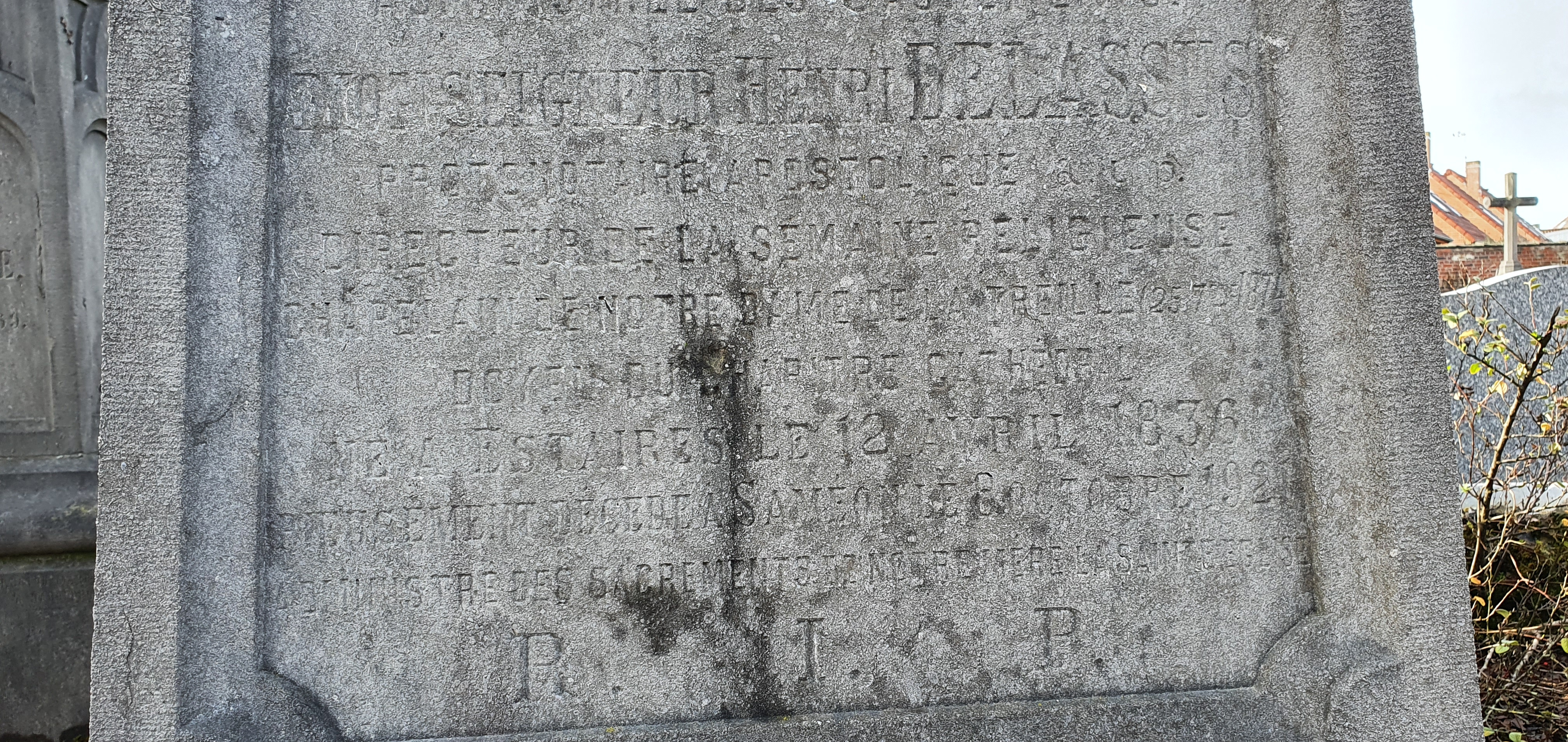
Inscriptions sur la tombe familiale d'Henri Delassus (janvier 2021).

Henri Delassus, né le 12 avril 1836 à Estaires et mort le 6 octobre 1921 à Saméon, est un prêtre catholique français, docteur en théologie, protonotaire apostolique, chanoine honoraire du diocèse de Cambrai et essayiste antimaçonnique et antisémite.

## Biographie
Ordonné prêtre à Cambrai en 1862, Henri Delassus est nommé chapelain de la basilique Notre-Dame-de-la-Treille en 1874. En 1904, il est nommé prélat de la maison du Pape puis protonotaire apostolique en 1911. En 1914, il devient le premier doyen du chapitre de la cathédrale du nouveau diocèse de Lille. 
Dès 1872, il collabore au journal la Semaine religieuse de Cambrai, dont il devint propriétaire et directeur en 1875. Il était proche de La Sapinière.
Ses funérailles ont été célébrées dans la cathédrale Notre-Dame-de-la-Treille à Lille, le 10 octobre 1921, inhumé dans une tombe familiale dans le cimetière de Fournes-en-Weppes (un petit village, à 16 km de Lille).

## Thèmes
En 1910, dans son principal ouvrage, La Conjuration antichrétienne. Le temple maçonnique voulant s’élever sur les ruines de l’Église, il formule une théorie du complot antisémite prétendant que les Juifs chercheraient à conquérir le monde depuis deux millénaires. D'après lui, afin d'atteindre leur but, les Juifs tenteraient donc de « détruire les institutions qui constituent l’ordre social, particulièrement l’ordre social chrétien ». Il leur impute les principes de la Révolution française, les droits de l'homme et le libéralisme, « dont la Franc-Maçonnerie insinue le virus dans toutes les sociétés ».

## Publications
- Petit Office de Notre-Dame de la Treille, Mère de grâce, patronne de Lille (1893)
- Petit Office de Notre-Dame de la Treille (abrégé)
- Origines de l'Archiconfrérie de Notre-Dame de la Treille, patronne du diocèse de Lille
- L'Américanisme et la conjuration antichrétienne (1898), éditions Saint-Remi
- Le Problème de l'heure présente avec une republication du document Les instructions permanentes de la Haute-Vente, éditions Saint-Remi
- L'Encyclique Pascendi Dominici Gregis et la démocratie (1908), éditions Saint-Remi
- Vérités sociales et erreurs démocratiques (1909), éditions Saint-Remi
- L'Esprit familial, dans la maison, dans la cité et dans l'État (1910), éditions Saint-Remi
- La Condamnation du modernisme dans la censure du Sillon (1910)
- La Conjuration antichrétienne, le temple maçonnique voulant s'élever sur les ruines de l'Église catholique - 3 Tomes (1910), éditions Saint-Remi
- La Question juive (1911), éditions Saint-Remi
- La Démocratie chrétienne : parti et école vus du diocèse de Cambrai (1911), éditions Saint-Remi
- La Mission posthume de Sainte Jeanne d'Arc et le règne social de Notre Seigneur Jésus-Christ (1913), éditions Saint-Remi
- Les Pourquoi de la guerre mondiale, réponses de la justice divine, de l'histoire, de la bonté divine - 3 tomes (1919 - 1922),  éditions Saint-Remi